# Ruta 71 (Uruguay)
La ruta 71 es una carretera del departamento de Maldonado, Uruguay.

## Características

### Trazado
Su trazado se desarrolla completamente en el departamento de Maldonado, y une las rutas 10 e Interbalnearia, así como el balneario Las Flores con la localidad de Estación Las Flores.

### Categorización
En 1993 la Dirección Nacional de Vialidad, a través de la resolución 1242/993, desclificó a esta ruta de su carácter nacional, pasando a la jurisdicción departamental.

## Trazado y detalle de su recorrido
- km 0.000: ruta 10 y balneario Las Flores.
- km 1.400: Castillo Pittamiglio.
- km 2.300: ruta 73 y Estación Las Flores.
- km 2.800: ruta Interbalnearia.

## Obras
En 2009 fueron adjudicadas las obras de remodelación para esta carretera a la empresa Impacto Construcciones S.A., las cuales fueron realizadas posteriormente. Las obras consistieron en trabajos de ensanche de la plataforma, base granular y repavimentación.